# Lepidura olivacea
Lepidura olivacea là một loài tò vò trong họ Ichneumonidae.